# إنجيل العبرانيين

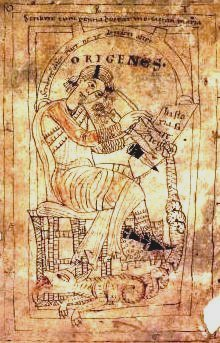

إنجيل العبرانيين إنجيل ضائع توجد له مقتطفات في كتاب إبيفانوس الذي عاش في القرن الرابع. الإنجيل أقدم من ذلك حيث أكد إريانوس أن الإبيونيين استعملوا إنجيل شخص اسمه متى (يسمى إنجيل الإبيونيين) في أواخر القرن الثاني، واقتطف إريانوس بابياس الذي قال إن متى كتب إنجيله بالخط العبري. لم يكن إنجيل العبرانيين معروفا كثيرا في الكنائس التي أنشأها بولص، فقليل من أتباعه المتعلمين عرفوا الآرامية التي كانت تكتب بالأحرف المربعة نفسها التي استعملتها العبرية.

## العنوان
يبدو أن الاسم استعمل كعبارة عامة لأناجيل اليهود المسيحيين مما أدى لخلطه مع إنجيل الناصريين وإنجيل الإبيونيين والإنجيل حسب العبرانيين وإنجيل متى الآرامي الضائع. وبسبب الأجزاء القليلة الباقية لهذه الأناجيل فمن الصعب تحديد هوياتها وعلاقاتها ببعضها البعض إلا من خلال تعليقات آباء الكنيسة. لكن من الواضح أن عامة الكتاب المسيحيين لم يعطوها أسماء تدل على قبولها بل سموها نسبة للطوائف التي استعملتها.
تعتبر الموسوعة الكاثوليكية (1908) الإنجيل أصلا آراميا لإنجيل متى معدلا قليلا كتب بالأحرف العبرية، وذلك اعتمادا على أقوال جيروم. لكن من المعروف أن جيروم خلط بينه وبين إنجيل الإبيونيين وإنجيل الناصوريين الشبيهين به. يعتقد أن كلمة العبرانيين تشير لليهود المسيحيين الساكنين في مصر، حيث يحتوي النص مواضيع ميثولوجية بأسلوب كتابة مشهور في مصر في ذلك العصر.

## القراء
عرف عدد من الكتاب المسيحيين التقليديين عن هذا الإنجيل مثل كيرلس الأورشليمي الذي اقتطف منه. وذكر إيوسبيوس أن الإنجيل حسب العبرانيين كان معروفا لمؤرخ الكنيسة هيجيسبوس. وقد استعمل الإنجيل إكلمندس الإسكندري وأوريجن حسب جيروم الذي قال
متى المدعو لاوي أيضا وهو رسول [للمسيح] وجابي ضرائب سابق ألف إنجيلا عن المسيح نشر في اليهودية أولا لفائدة المؤمنين بالختان، وترجمه شخص غير معروف لاحقا إلى اليونانية. ظل الأصل العبري محفوظا لليوم في مكتبة قيصرية... ويلاحظ أن الإنجيلي يقتطف العهد القديم حسب الأصل العبري وليس الترجمة السبعونية.
يذكر جيروم أن كاتب الإنجيل وقراءه يهود محافظون على الشريعة على خلاف اليهود الذين انصهروا في الحضارة اليونانية، والذين ترجم لهم العهد القديم إلى اليونانية.
وذكر جيروم أيضا أنه ترجمه لليونانية واللاتينية، وهذا جهد غريب إن كان الإنجيل شبيها جدا بالإنجيل القانوني. لكن حتى هذه الترجمات ضاعت.

## المحتوى
إحدى خصائص النص التي تميزه عن إنجيل متى القانوني أن الروح القدس يشار إليه على أنه أم عيسى/يسوع، حيث أشار إلى ذلك أوريجن في تعليقه على إنجيل يوحنا. يشير M. R. James إلى أن ذلك يعود لكون كلمة الروح في العبرية أنثى. اقترح البعض أن مريم العذراء هي تجسد لروح القدس حسب ذلك النص.
يركز الإنجيل أيضا على يعقوب البار كرئيس لكنيسة القدس وعلى واجب اتباع الشريعة الموسوية، وأن يعقوب أول من رأي قيام عيسى من الأموات.
يقر أغلب العلماء الحديثين أن اسم الإنجيل غير معروف، لكن إبيفانوس قال «إن الإنجيل المستعمل عندهم عامة يسمى (حسب متى) وهو ناقص ومزور وممزق، ويسمونه إنجيل العبرانيين» ويقول إنهم يقبلونه ويرفضون باقي الأناجيل. وكتب أيضا أنهم يقولون أن المسيح لم يولد من الله، بل خلق كأحد كبار الملائكة.

## مواقع خارجية
- إنجيل العبرانيين
- Gospel of the Hebrews at Wikisource
- "The Development of the Canon of the New Testament": Gospel of the Hebrews